# Bibliografia Polska
Die Bibliografia Polska  („Polnische Bibliographie“) ist eine bedeutende polnische Bibliographie mit dem Schwerpunkt auf der polnischen Geschichte. Der Bibliograph und Literaturhistoriker Karl Josef von Estreicher (1827–1908) amtierte von 1868 an als Direktor der Jagiellonischen Bibliothek  in Krakau. Seine Arbeit daran wurde von seinem Sohn und seinem gleichnamigen Enkel bis 1951 fortgesetzt.
Eine neuere Ausgabe ist in großem Umfang im Erscheinen begriffen.
Die Bibliographie sammelt der Webseite ihres Forschungszentrums an der Jagiellonen-Universität in Krakau zufolge polnische Drucke, die in Polen (innerhalb der Grenzen vor der Teilung) und im Ausland erschienen sind, ausländische Drucke, die in Polen erschienen sind, und Polonica (sensu largo) in einer Querverweisanordnung (Autoren- und Sacheinträge). Es handelt sich um eine sehr modern gestaltete Bibliographie, dank derer sie auch (in gewissem Maße) die folgenden Funktionen erfüllt:
Bibliographie von Druckerzeugnissen mit periodischem Inhalt,
ein biographisches Wörterbuch,
ein Wörterbuch der Pseudonyme und Kryptonyme.
Die  Anordnung der Inhalte der mehrere Dutzend Bände umfassenden Bibliographie ist teilweise kompliziert.